# Glaive de Tallinn
Le Glaive de Tallinn (Tallinna Mõõk en estonien) est une compétition d'escrime se déroulant annuellement dans la capitale estonienne depuis 1971, sans interruption. Depuis 1992, il compte pour le classement officiel de la coupe du monde à l'épée, mais réunissait déjà, avant ce statut, certains des meilleurs escrimeurs du monde.

## Historique
Le tournoi a été fondé en 1971, réunissant quarante-deux tireurs soviétiques ou issus des pays satellites de l'URSS. Dans le début des années 1980, les escrimeurs d'Europe de l'Ouest prennent part, avec succès, au tournoi. Les Allemands Borrmann, Fischer et le Français Lenglet remportent consécutivement le trophée.
Lors de la chute de l'union soviétique, le tournoi prend la catégorie de coupe du monde (en 1989) ce qui augmente son attrait pour les meilleurs escrimeurs, mais a aussi pour effet de 
réduire considérablement le nombre de participants, qui chute de 230 en 1990 à 92 en 1992, chiffre qui reste à peu près constant, bien qu'en légère augmentation, jusqu'en 2005. L'internationalisation croissante de l'escrime et la réduction du nombre d'épreuves au calendrier va permettre à l'affluence de connaître un bon durant les dix années suivantes, culminant, en 2015, à une réunion de 273 tireurs. Cette même année, le premier non-européen, le Japonais Minobe, remporte son premier titre sur le circuit.
En 2016, la compétition devient féminine.

## Palmarès
| Éd.  | Vainqueurs              | Vainqueurs   |
| Éd.  | Individuel              | Par équipes  |
| ---- | ----------------------- | ------------ |
| 2015 | Kazuyasu Minobe         | France       |
| 2014 | Gauthier Grumier        | Corée du Sud |
| 2014 | Max Heinzer             | Italie       |
| 2013 | Max Heinzer             | France       |
| 2012 | Nikolai Novosjolov      | France       |
| 2011 | Jörg Fiedler            | Russie       |
| 2010 | Nikolai Novosjolov      | Non disputé  |
| 2009 | Jérôme Jeannet          | Non disputé  |
| 2008 | Matteo Tagliariol       | Non disputé  |
| 2007 | Ulrich Robeiri          | Non disputé  |
| 2006 | Ulrich Robeiri          | Non disputé  |
| 2005 | Pavel Kolobkov          | Non disputé  |
| 2004 | Pavel Kolobkov          | Non disputé  |
| 2003 | Basil Hoffmann          | Non disputé  |
| 2002 | Pavel Kolobkov          | Non disputé  |
| 2001 | Robert Andrzejuk        | Non disputé  |
| 2000 | Attila Fekete           | Non disputé  |
| 1999 | Aleksandr Horbachuk     | Non disputé  |
| 1998 | Kaido Kaaberma          | Non disputé  |
| 1997 | Vitaliy Zakharov        | Non disputé  |
| 1996 | Aleksandr Beketov       | Non disputé  |
| 1995 | Paolo Milanoli          | Non disputé  |
| 1994 | Stefano Pantano         | Non disputé  |
| 1993 | Hervé Faget             | Non disputé  |
| 1992 | Éric Srecki             | Non disputé  |
| 1991 | Serhiy Kravchuk         | Non disputé  |
| 1990 | Angelo Mazzoni          | Non disputé  |
| 1989 | Vladimir Reznitchenko   | Non disputé  |
| 1988 | Vitaly Aheyev           | Non disputé  |
| 1987 | Serhiy Kravchuk         | Non disputé  |
| 1986 | Szabolcs Pásztor        | Non disputé  |
| 1985 | Uwe Proske              | Non disputé  |
| 1984 | Ernő Kolczonay          | Non disputé  |
| 1983 | Aleksandr Mazhayev      | Non disputé  |
| 1982 | Olivier Lenglet         | Non disputé  |
| 1981 | Volker Fischer          | Non disputé  |
| 1980 | Elmar Borrmann          | Non disputé  |
| 1979 | Ashot Karagyan          | Non disputé  |
| 1978 | Boris Loukomski         | Non disputé  |
| 1977 | Ernő Kolczonay          | Non disputé  |
| 1976 | Boris Loukomski         | Non disputé  |
| 1975 | M. Gorlov               | Non disputé  |
| 1974 | A. Garin                | Non disputé  |
| 1973 | Serhiy Paramonov        | Non disputé  |
| 1972 | Aleksandr Abushakhmetov | Non disputé  |
| 1971 | Jaan Veanes             | Non disputé  |

| Éd.  | Vainqueurs                     | Vainqueurs  |
| Éd.  | Individuel                     | Par équipes |
| ---- | ------------------------------ | ----------- |
| 2021 | Joséphine Jacques-André-Coquin | Russie      |
| 2019 | Ana Maria Popescu              | Pologne     |
| 2018 | Jung Hyo-jung                  | Russie      |
| 2017 | Mara Navarria                  | France      |
| 2016 | Tatiana Logunova               | Estonie     |

## Note
1. ↑  (en) « Historique » (consulté le 25 octobre 2016)
2. ↑  En 2014, le tournoi s'est tenu à deux reprises, pour le compte des coupes du monde 2013-2014 et 2014-2015